# Ane Koldings
Ane Koldings también llamada Anne o Anna (ejecutada en 1590) fue una supuesta bruja danesa. Fue una de las principales sospechosas en los juicios por brujería de Copenhague del verano de 1590, que se llevaron a cabo como un paralelo a los famosos juicios de brujas de North Berwick en Edimburgo, Escocia.
El invierno de 1589, la princesa Ana de Dinamarca partió de Copenhague para casarse con el rey Jacobo VI de Escocia. Se levantó una gran tormenta que casi hunde el navío. El barco de la princesa finalmente atracó en Oslo, Noruega. Jacobo VI se unió a ella allí y la boda tuvo lugar en Noruega en lugar de Escocia, como estaba previsto. En la primavera de 1590, después de unos meses en la corte danesa, Jacobo VI y Ana regresaron a Escocia. Su viaje desde Dinamarca también estuvo plagado de tormentas. La corte danesa en ese momento estaba muy perpleja por la brujería y las artes oscuras, y esto debe haber impresionado al joven rey escocés.
En el verano de 1590, se instituyó una gran caza de brujas en Copenhague. El ministro de finanzas danés, Christoffer Valkendorff, fue acusado por el almirante Peder Munk de haber equipado el barco real de manera tan insuficiente que no pudo resistir el clima. Valkendorff se defendió diciendo que la tormenta había sido provocada por brujas en la casa de Karen Vaevers ('Karen la Tejedora', esposa de un alto funcionario que le había insultado), quienes habían enviado pequeños demonios en barriles vacíos que se habían subido a las quillas de los barcos y habían provocado la tormenta.
El trasfondo de esto fue una confesión dada por una mujer llamada Anna Koldings. En mayo de 1590, Koldings fue encarcelada en Copenhague. Había sido juzgada culpable de brujería en un caso no relacionado con la flota real y estaba en prisión esperando su ejecución. Anne Koldings era considerada una bruja muy peligrosa y se la conocía como la Madre del Diablo. Fue tratada como una especie de celebridad en prisión y exhibida a los visitantes: se sabe que se confesó con dos sacerdotes y tres visitantes mientras estaba en prisión.
Valkendorff, a quien en ese momento se le culpó del fiasco de la flota real, le pidió al alcalde de Copenhague que preguntara a Koldings si ella había estado involucrada en hechizar la flota. Durante la tortura, Koldings describió cómo un grupo de mujeres se había reunido en la casa de Karen, donde habían provocado la tormenta del barco de la princesa enviando pequeños demonios flotando en barriles a trepar por las quillas del barco.
Koldings fue ejecutada en la hoguera en julio de 1590. Por su confesión, sus cómplices fueron arrestadas el mismo mes. Koldings había nombrado a otras cinco mujeres como cómplices, entre ellas Malin, esposa del alcalde de Helsingor, y Margrethe Jakob Skrivers. Todas las mujeres fueron arrestadas y acusadas. El cónyuge de Skrivers intentó sin éxito defenderla y, en cambio, fue arrestado y acusado él mismo. Karen Vaevers fue arrestada en julio. Ella confesó haber sido una de las que, junto con Koldings, asistieron a la reunión de brujas que causaron las tormentas, que cazaron la nave real, mediante el uso de la brujería, y nombró a otras mujeres como cómplices.
Doce mujeres, además de Koldings, fueron ejecutadas por su participación en este juicio por brujería. En septiembre, dos mujeres fueron quemadas por brujas en Kronborg. Jacobo VI escuchó noticias de Dinamarca al respecto y decidió establecer su propio tribunal.